# Simoca (plaats)
Simoca is een plaats in het Argentijnse bestuurlijke gebied Simoca in de provincie  Tucumán. De plaats telt 7.939 inwoners.